# Kluky (Hradec Králové)

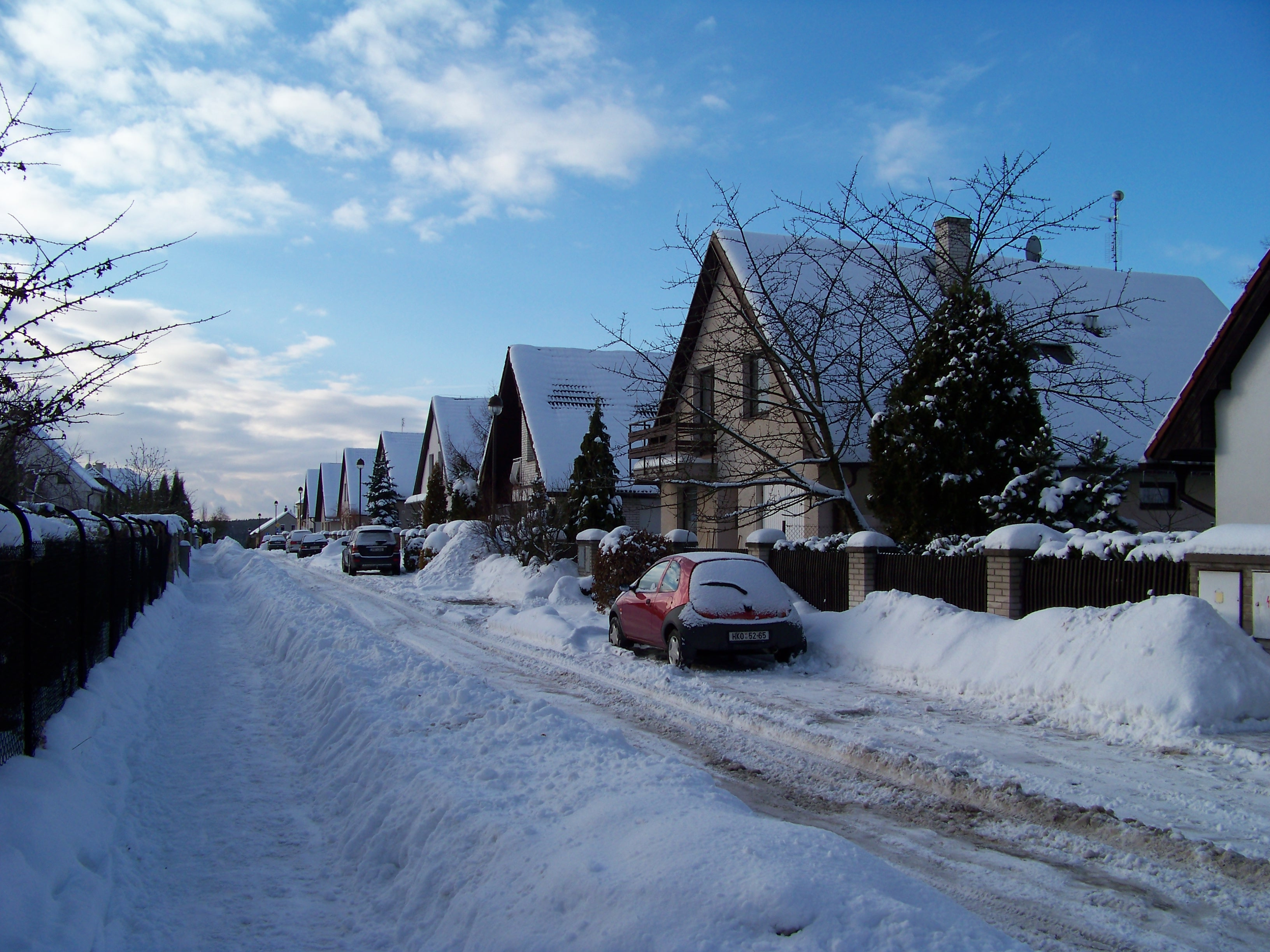
Siedlungshäuser in der ul. Prof. Smotlachy

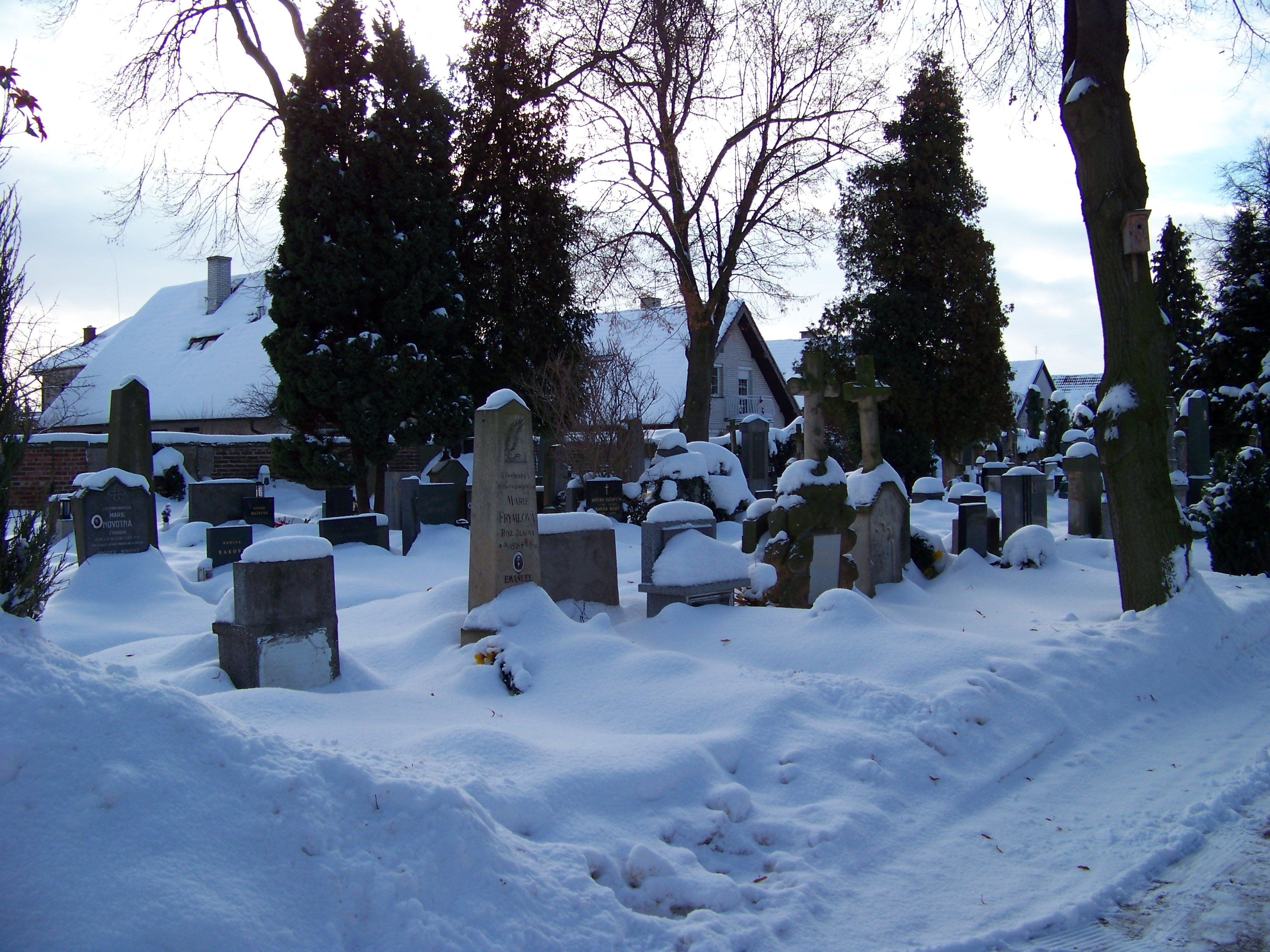
Friedhof Kluky

Kluky (deutsch Kluk) ist eine Grundsiedlungseinheit der Stadt Hradec Králové in Tschechien. Sie liegt vier Kilometer südlich des Stadtzentrums von Hradec Králové und gehört zum Okres Hradec Králové.

## Geographie
Kluky befindet sich am Südhang des Kopec sv. Jana (Johannesberg, 273 m n.m.) auf der Třebechovická tabule (Hohenbrucker Tafel). Südlich des Ortes liegt am Rand des Wysoker Forstes das Tal der Biřička mit dem Teich Cikán, südwestlich die als Naturdenkmal PP Roudnička a Datlík geschützten Teiche Datlík und Roudnička.
Nachbarorte sind Moravské Předměstí und Lhota pod Strání im Norden, Nový Hradec Králové im Osten, Hoděšovice und Býšť im Südosten, Hrachoviště und Borek im Süden, Vysoká nad Labem und Roudnička im Südwesten, Pod Kopcem sv. Jana im Westen sowie Kopec Sv. Jana und Třebeš im Nordwesten.

## Geschichte
Die erste urkundliche Erwähnung von Kluk erfolgte im Jahre 1547. Das Dorf gehörte zu dieser Zeit zu den Besitzungen der Stadt Königgrätz und zur Pfarrei Johannes des Täufers auf dem Johannesberg. Ab 1766 wurde östlich von Kluk mit der Anlegung der neuen Vorstadt Neu-Königgrätz begonnen. 1785 bestand Kluk aus 20 Häusern.
Im Jahre 1836 bestand das im Königgrätzer Kreis gelegene Dorf Kluk bzw. Kluky aus 24 Häusern, in denen 153 Personen lebten. Im Ort gab es ein Wirtshaus. Pfarrort war Neu-Königgrätz. Bis zur Mitte des 19. Jahrhunderts blieb Kluk der k.k. Herrschaft Königgrätz untertänig.
Nach der Aufhebung der Patrimonialherrschaften bildete Kluky ab 1849 einen Ortsteil der Gemeinde Roudnička im Gerichtsbezirk Königgrätz. Ab 1868 gehörte das Dorf zum Bezirk Königgrätz. Im Jahre 1924 löste sich Kluky von Roudnička los und bildete eine eigene Gemeinde. Am 1. April 1942 erfolgte die Eingemeindung nach Hradec Králové. Bei der Gebietsreform von 1960 verlor Kluky seinen Status als Ortsteil von Hradec Králové und wurde dem Ortsteil Nový Hradec Králové zugeordnet. Im Jahre 2011 lebten in den 501 Häusern von Kluky 1968 Personen.
In Kluky befindet sich u. a. der Friedhof Kluky. Der Ort wird von der städtischen Trolleybuslinie 1 angefahren; da in Kluky keine Oberleitungen vorhanden sind, werden die Busse auf diesem Abschnitt durch ein Hilfsdieselaggregat angetrieben.

## Ortsgliederung
Kluky ist eine Grundsiedlungseinheit des Ortsteils Nový Hradec Králové und bildet einen Katastralbezirk der Stadt Hradec Králové.

## Sehenswürdigkeiten
- Planetenweg zur Sternwarte Hradec Králové
- Glockentürmchen auf dem Dorfplatz
- Teiche Cikán, Datlík und Roudnička